# 王璠 (唐朝)
王璠（8世纪—835年），字鲁玉，唐朝官员。
唐宪宗元和年间进士擢第后，又登宏词科。初为拜监察御史。与宰相李逢吉交好。弄权恃宠，奏罢李绛左仆射之职。唐穆宗长庆末年，以职方郎中知制诰，转任御史中丞。唐敬宗宝历二年（826年），为河南尹，惩杀扰民的内厩小儿，远近畏服。唐文宗太和四年（830年），宰相宋申锡推荐他为京兆尹兼御史大夫，曾参与除掉宦官王守澄的密议，结果他泄露消息给宦官。转任尚书左丞、判太常卿事，出为浙西观察使。李训掌权后推荐他，召还为户部尚书、判度支，于是倾心附结。为李训召募豪侠、爪牙，授为河东节度使。甘露之变时，李训败亡，王璠被斩，家无老幼全部遇害。